# 157丁目駅
157丁目駅（157ちょうめえき、英語: 157th Street）は、ニューヨーク市地下鉄IRTブロードウェイ-7番街線の駅である。マンハッタン区ワシントンハイツのブロードウェイと西157丁目の交差点に位置し、1系統が終日停車する。

## 歴史
駅は1904年10月27日、マンハッタン本線（現在のIRTレキシントン・アベニュー線とIRTブロードウェイ-7番街線）のシティ・ホール駅 - 145丁目駅間が開通した際、既に駅構造の大部分は完成していたが、構内各所の塗装などの作業が終了しておらず旅客営業を行える状態ではなかった。しかし、線路自体は当駅まで繋がっていたため、駅近隣に位置するポロ・グラウンズでイェール大学対コロンビア大学のフットボールの試合が開催された際には観客の輸送のために臨時で当駅まで列車の運行区間を延長していた。この例外を除き旅客列車は全て南隣の145丁目駅をターミナル駅としていた。
駅が正式に開業したのはシティ・ホール駅 - 145丁目駅間開通16日後の1904年11月12日のことであった。開業後はレノックス・アベニュー線非直通列車のターミナル駅となった。また、この当時はターミナル駅のため駅南側に分岐器が設置されていた。その後、1906年3月12日にブロードウェイ-7番街線は221丁目駅（廃止）まで延伸された。延伸開業当初は当駅を境に南北で運転系統が分断されており、当駅を越えて列車に乗車する場合は必ず当駅にて乗り換えを行う必要があった。この状態はしばらくの間続いたが、1906年5月30日より本線急行列車が全列車運転区間を221丁目駅まで延長、これに伴い当駅 - 221丁目駅間のシャトル列車は廃止され当駅を越えて乗車する場合も乗り換えを行う必要がなくなった。
1948年4月6日、103丁目駅 - ダイクマン・ストリート駅間の各駅でホーム有効長の延長が行われた。以前は6両編成までの入線に対応していたが、延長工事により10両編成の列車の入線に対応できるようになった。ただし、125丁目駅のみ2ヶ月後の1948年6月11日に延長が行われている。

## 駅構造
| G          | 地上階                         | 出入口                                                    |
| P ホーム階 | 相対式ホーム、右側の扉が開く。 | 相対式ホーム、右側の扉が開く。                            |
| P ホーム階 | 北行線                         | ← ヴァン・コートラント・パーク-242丁目駅行き（168丁目駅） |
| P ホーム階 | 南行線                         | → サウス・フェリー駅行き（145丁目駅）→                    |
| P ホーム階 | 相対式ホーム、右側の扉が開く。 |                                                           |

駅は相対式ホーム2面と線路2線を有した2面2線の地下駅で、ホームはIRT基準よりも狭い幅となっている。ホーム壁面には"157"と描かれたカルトューシュと"157TH ST"と書かれた駅名標、出口方向を示した看板があり、ホーム上に等間隔に立つ白い柱には黒で"157"と書かれている。

### 出入口
駅は南北ホーム中央にそれぞれ独立して改札口が存在しており、ホーム間連絡通路は設置されていない。どちらの改札口も終日有人で回転式改札機ときっぷ売り場、地上への階段が2つずつある。北行ホーム側からはブロードウェイと西157丁目の交差点南東に、南行ホーム側からは同交差点北西に出ることができる。

## ギャラリー

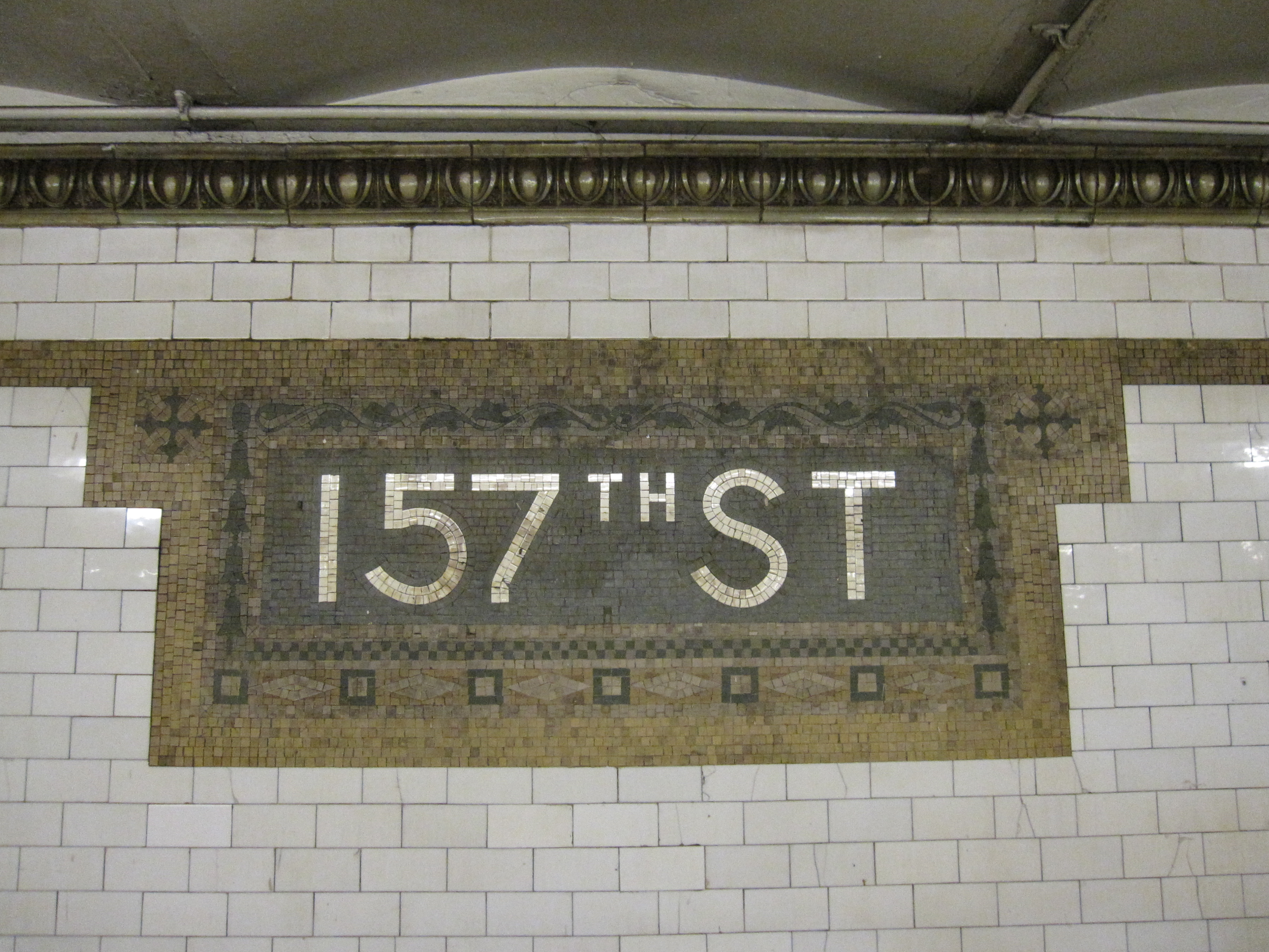
モザイクを用いた駅名標
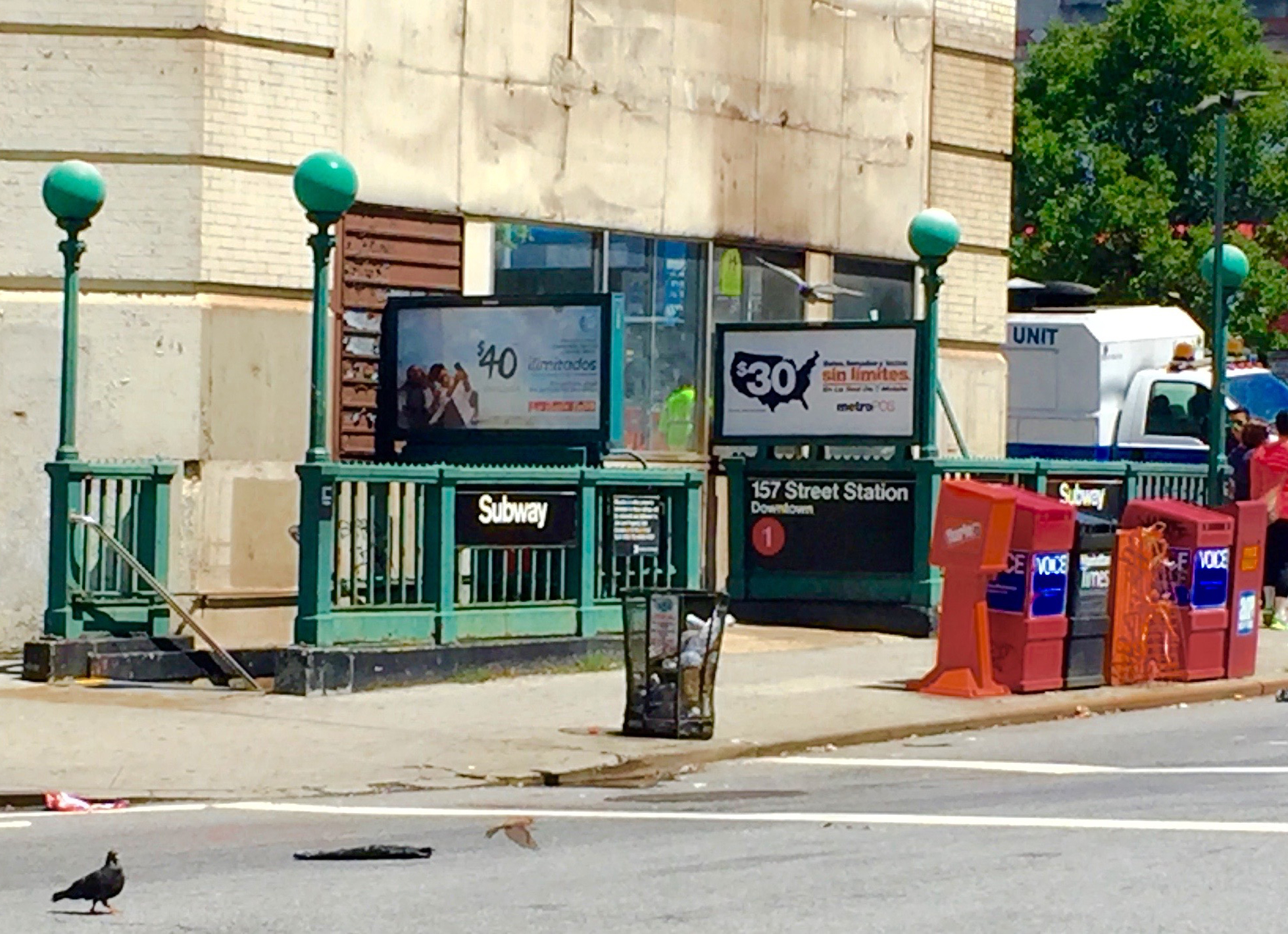
南行ホーム入口
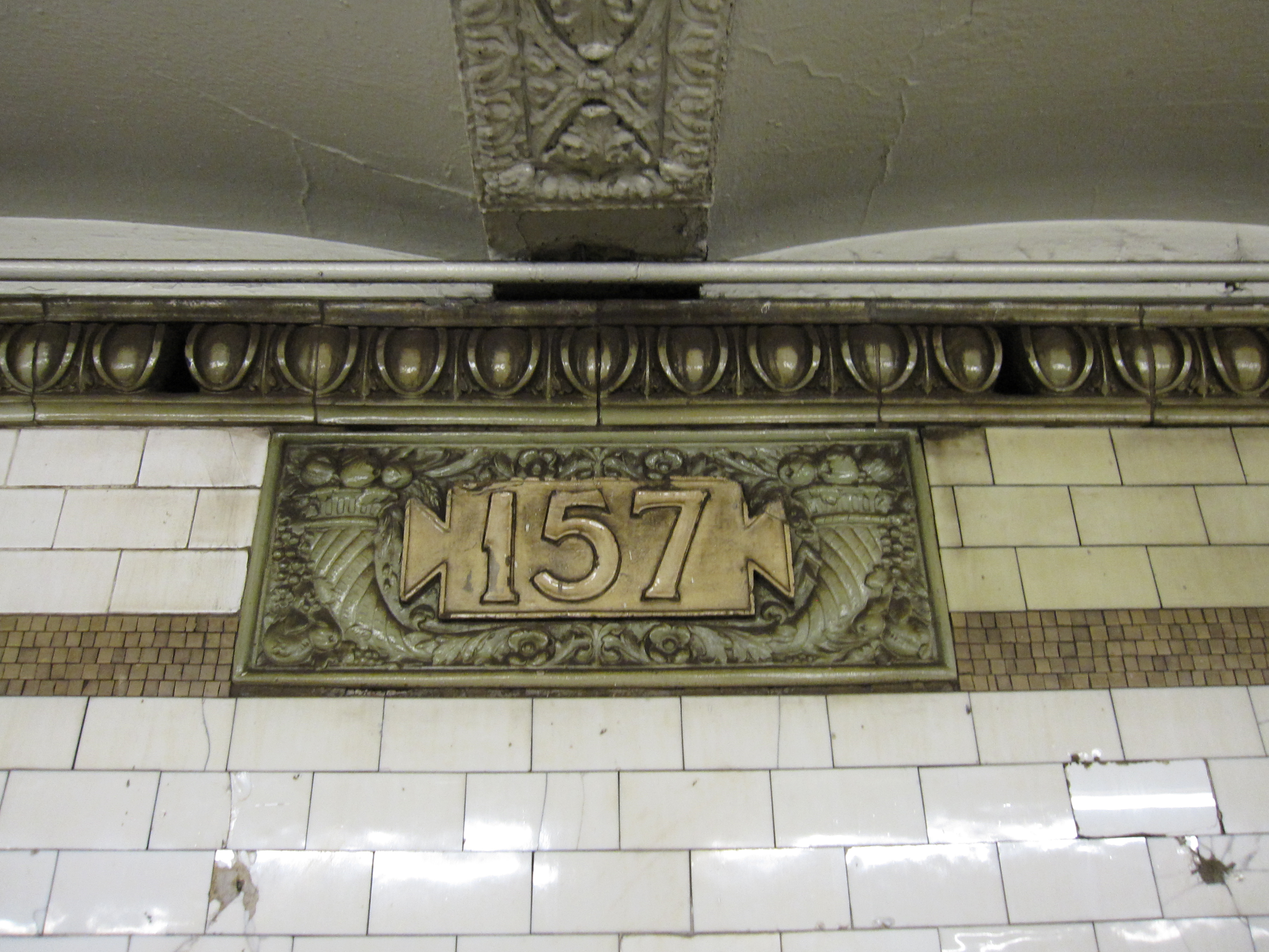
"157"と描かれたセラミック製のカルトゥーシュ